# Bernard Stanisław Mond
Bernard Stanisław Mond, poljski general, * 14. november 1887, † 5. julij 1957, Krakov.